# Культовые сооружения Богородицка

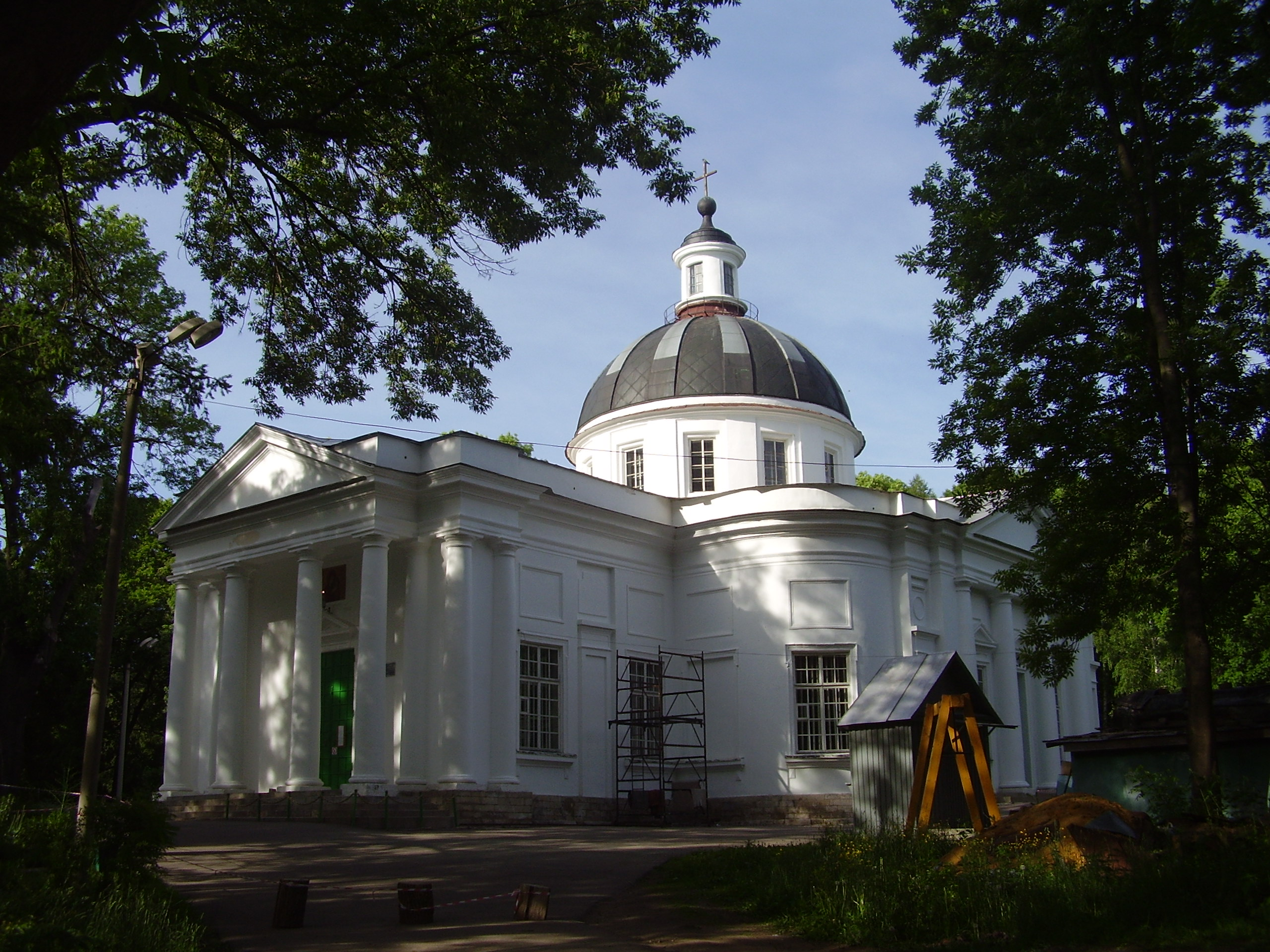
Свято-Казанский храм

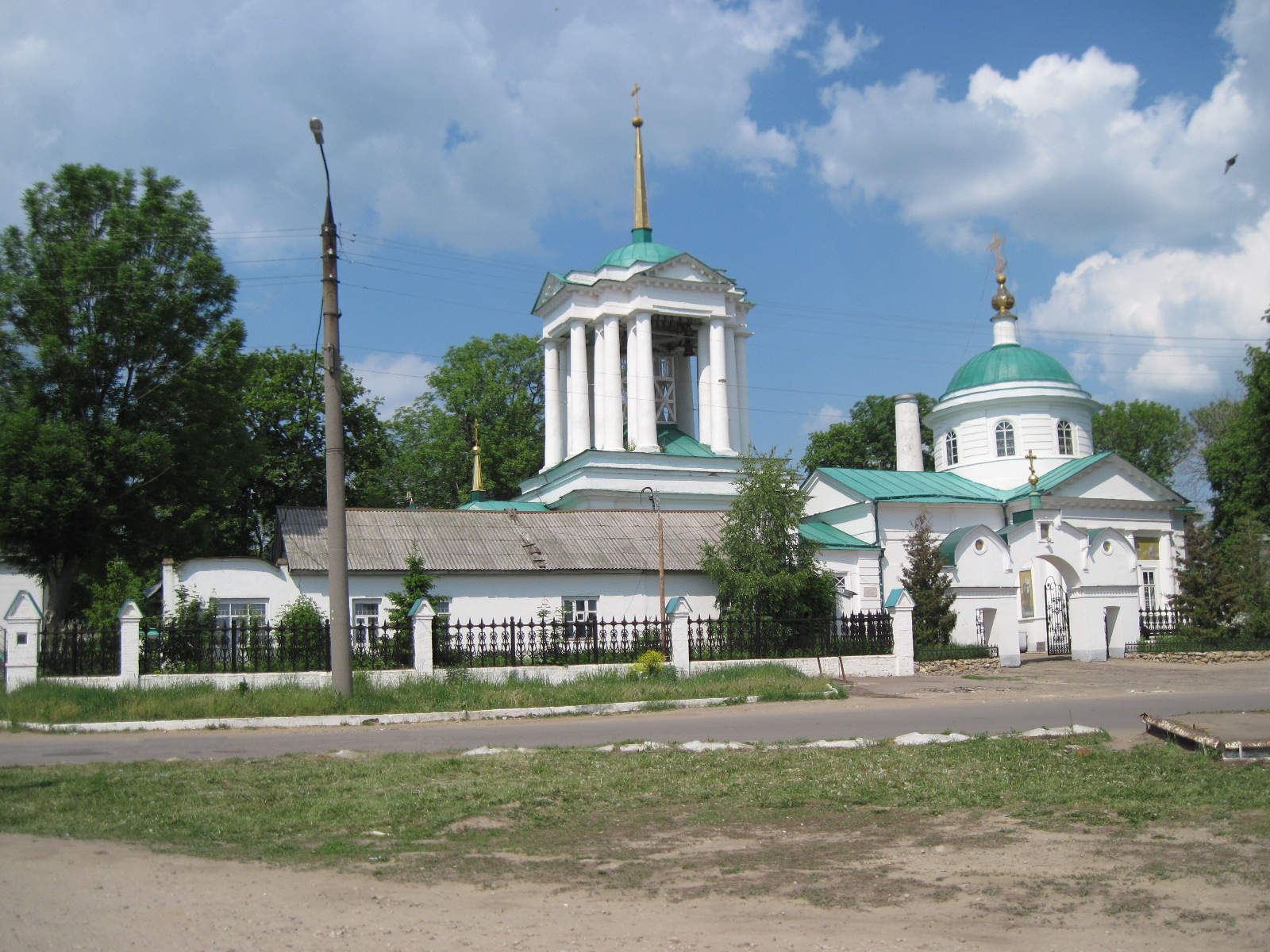
Церковь Успения Пресвятой Богородицы

Список религиозных сооружений города Богородицка:

## Действующие

### Православные храмы
1. Свято-Казанский храм (парк им. А. Т. Болотова, строение 1) (1778)
2. Храм Успения Пресвятой Богородицы (ул. Октябрьская, 32) (1831)

#### Часовни
1. Часовня Христа Спасителя (рядом с храмом Успения Пресвятой Богородицы) (2001)
2. Часовня Покрова Пресвятой Богородицы (угол ул. Макаренко и ул. 10-й Армии) (2005)
3. Часовня Митрофана Воронежского (2-й Магистральный пр-д, 2г) (2010)

## Недействующие

### Православные храмы
1. Церковь Сергия Радонежского при Богородицком сельхозучилище (ул. Совхоз-техникум, стр. 2 а) (1903) (занята учреждением)

## Утраченные
1. Церковь Покрова Пресвятой Богородицы (угол ул. Макаренко и ул. 10-й Армии) (1811)
2. Собор Троицы Живоначальной (Городской сад) (1816—1821).